# Saturday Night Fever (soundtrack)
Saturday Night Fever: The Original Movie Sound Track is de soundtrack van de film Saturday Night Fever. De soundtrack werd op 15 november 1977 uitgebracht door RSO Records.
Het album bevat muziek van de Bee Gees en van andere artiesten. De Bee Gees waren verantwoordelijk voor de meeste nummers op het album (6 nummers gezongen en geschreven, en 2 geschreven voor anderen). Het album staat ook in de top 25 van de lijst van bestverkochte albums wereldwijd, waarvan wereldwijd meer dan 40 miljoen exemplaren zijn verkocht. Hiermee is het album op heden nog steeds het best verkochte muziekalbum aller tijden in het genre disco. In de Nederlandse Album Top 100 stond het album 19 weken bovenaan de lijst, en 24 weken in de Billboard 200 van de Verenigde Staten.

## Nummers
| Nr. | Titel                   | Artiest(en)            | Duur  |
| --- | ----------------------- | ---------------------- | ----- |
| 1   | Stayin' Alive           | Bee Gees               | 4:45  |
| 2   | How Deep Is Your Love   | Bee Gees               | 4:05  |
| 3   | Night Fever             | Bee Gees               | 3:33  |
| 4   | More Than a Woman       | Bee Gees               | 3:18  |
| 5   | If I Can't Have You     | Yvonne Elliman         | 3:00  |
| 6   | A Fifth of Beethoven    | Walter Murphy          | 3:03  |
| 7   | More Than a Woman       | Tavares                | 3:17  |
| 8   | Manhattan Skyline       | David Shire            | 4:45  |
| 9   | Calypso Breakdown       | Ralph MacDonald        | 7:51  |
| 10  | Night on Disco Mountain | David Shire            | 5:13  |
| 11  | Open Sesame             | Kool & The Gang        | 4:01  |
| 12  | Jive Talkin'            | Bee Gees               | 3:44  |
| 13  | You Should Be Dancing   | Bee Gees               | 4:14  |
| 14  | Boogie Shoes            | KC & the Sunshine Band | 2:17  |
| 15  | Salsation               | David Shire            | 3:51  |
| 16  | K-Jee                   | MFSB                   | 4:13  |
| 17  | Disco Inferno           | The Trammps            | 10:51 |

LP-versie: Nr. 1 t/m 5 kant A, Nr. 6 t/m 9 kant B, Nr. 10 t/m 14 kant C, Nr. 15 t/m 17 kant D.

## Prijzen
Het album of de muziek op het album viel zes maal in de prijzen bij de Grammy Awards met in:
- 1978: Best Pop Vocal Performance by a Group - "How Deep Is Your Love"
- 1979: Best Pop Vocal Performance by a Duo Or Group - "Saturday Night Fever"
- 1979: Best Arrangement Of Voices - "Stayin' Alive"
- 1979: Album of the Year - "Saturday Night Fever"
- 1979: Producer of the Year - Bee Gees, Albhy Galuten & Karl Richardson
- 2004: Hall Of Fame Award - "Saturday Night Fever"